# Adamów (gmina, Łuków)
Pour les articles homonymes, voir Adamów.
Adamów est une gmina rurale (gmina wiejska) du powiat de Łuków, dans la Voïvodie de Lublin, dans l'est de la Pologne.
Son siège administratif (chef-lieu) est le village d'Adamów, qui se situe environ 21 kilomètres au sud-ouest de Łuków (siège du powiat) et 60 kilomètres au nord de la capitale régionale Lublin (capitale de la voïvodie).
La gmina couvre une superficie de 98,89 kilomètres2 pour une population de 5 801 habitants en 2006.

## Histoire
De 1975 à 1998, la gmina est attachée administrativement à l'ancienne Voïvodie de Siedlce.

Depuis 1999, elle fait partie de la nouvelle voïvodie de Lublin.

## Géographie
La gmina inclut les villages (sołectwa) de:

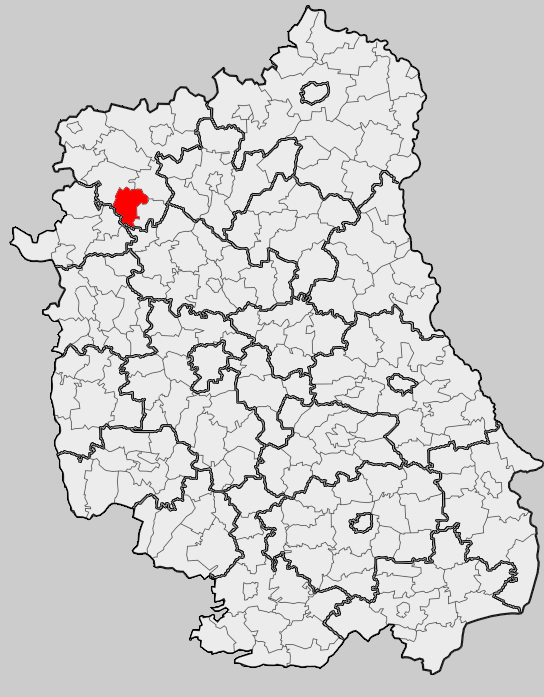
Position de la gmina dans la voïvodie

- Adamów
- Budziska
- Dąbrówka
- Ferdynandów
- Gułów
- Helenów
- Hordzieżka
- Kalinowy Dół
- Konorzatka
- Lipiny
- Natalin
- Sobiska
- Turzystwo
- Władysławów
- Wola Gułowska
- Zakępie
- Żurawiec

### Gminy voisines
La gmina d'Adamów est voisine des gminy de:
- Jeziorzany
- Krzywda
- Nowodwór
- Serokomla
- Ułęż
- Wojcieszków

## Structure du terrain
D'après les données de 2002, la superficie de la commune d'Adamów est de 98,89 kilomètres carrés, répartis comme telle :
- terres agricoles : 63 %
- forêts : 31 %

La commune représente 7,09 % de la superficie du powiat.

## Démographie
Données du 30 juin 2004:
| Description        | Total  | Total | Femmes | Femmes | Hommes | Hommes |
| ------------------ | ------ | ----- | ------ | ------ | ------ | ------ |
| Unité              | Nombre | %     | Nombre | %      | Nombre | %      |
| Population         | 5 815  | 100   | 2 938  | 50,5   | 2 877  | 49,5   |
| Densité (hab./km²) | 58,8   | 58,8  | 29,7   | 29,7   | 29,1   | 29,1   |